# Piaski (Gwoździec)
Piaski – część wsi Gwoździec w Polsce, położona w województwie podkarpackim, w powiecie stalowowolskim, w gminie Bojanów.
W latach 1975–1998 Piaski administracyjnie należały do województwa tarnobrzeskiego.